# آرتورو تورس کاراسکو
آرتورو تورس کاراسکو (اسپانیایی: Arturo Torres Carrasco‎; ۲۰ اکتبر ۱۹۰۶ – ۲۰ آوریل ۱۹۸۷) یک بازیکن فوتبال اهل شیلی بود.

## تیم ملی
وی همچنین در تیم ملی فوتبال شیلی بازی کرده‌است.